# Flemming Nordkrog
Flemming Nordkrog (* 2. Mai 1972 in Dänemark) ist ein dänischer Komponist.

## Biografie
Nordkrog ist seit 1996 als Komponist für Fernseh- und Kinoproduktionen tätig. Er arbeitete sowohl in Dänemark, wo er sich für die Musik zu Produktionen wie This Charming Man und King’s Game, und in Frankreich, wo er unter anderem für die Musik von Produktionen wie Mozart der Taschendiebe verantwortlich zeigte. Gemeinsam mit Henrik Munch wurde er 2005 für den dänischen Filmpreis Robert als Bester Komponist nominiert.

## Filmografie (Auswahl)
- 2002: Ein Anständiger Mann (Der er en yndig mand)
- 2004: King’s Game (Kongekabale)
- 2006: Mozart der Taschendiebe (Le Mozart des pickpockets)
- 2009: Die Maus (Musen)
- 2009: Tod eines Immobilienmaklers (Sorte kugler)
- 2010: Die Wahrheit über Männer (Sandheden om mænd)
- 2013: In der Stunde des Luchses (I lossens time)
- 2016: Die kanadische Reise (Le fils de Jean)
- 2018: Wildhexe (Vildheks)
- 2019: Auf der Couch in Tunis (Un divan à Tunis)
- 2019: Follow the Money (Bedrag, Fernsehserie)
- 2020: Moloch (Fernsehserie)
- 2020: Rückkehr in die Bretagne (Paris Brest)
- 2021: Ogre – der Fluch (Ogre)
- 2023: Sieben Winter in Teheran (Dokumentarfilm)
- 2023: Danke, es tut mir leid (Tack och förlåt)